# Аллеманн, Вилли
Вилли Аллеманн (нем. Willy Allemann; 10 июня 1942, Швейцария — 2010) — швейцарский футболист, игравший на позиции нападающего.

## Клубная карьера
Профессиональную карьеру начал в 1962 году в клубе «Мутье», который выступал в Национальной Лиге Б. В двух проведенных сезонах помогал клуб не вылететь дивизионом ниже.
С 1964 по 1966 года он играл в Национальной лиге А за «Гренхен». Он сыграл 49 матчей в лиге и забил 14 голов. Позже Алеманн два года провёл в составе «Грассхоппера», с которым занял второе место в своём втором сезоне за клуб, забив 4 гола за 44 игры чемпионата.
С 1968 по 1971 года он сыграл в 67 матча и забил 19 голов в составе клуба «Янг Бойз» . В сезоне 1971/1972 перешёл в «Люцерн», с которым вылетел в Национальную лигу B. В следующем сезоне команда заняла третье место, сравнявшись по очкам с клубом Шенуа, и проиграла в матче за повышение. После ещё одного сезона в Национальной лиге B, в котором «Люцерн» одержал победу и повышение, он покинул клуб и закончил свою игровую карьеру в сезоне 1974/1975 в клубе «Эбикон» из низшей лиги.

## Карьера за сборную
В составе национальной сборной Швейцарии был участником чемпионата мира 1966 года в Англии, но все матчи провёл на скамейке запасных. Единственный матч за сборную Аллеманн сыграл 18 июня 1966 в товарищеском матче против Мексики (1:1) в Лозанне. В это время выступал за клуб «Гренхен».

## Достижения

### «Грассхоппер»
- Серебряный призёр чемпионата Швейцарии: 1967/1968

### «Люцерн»
- Чемпион Национальной Лиги Б: 1973/74